# Aéroport de Gode
L'aéroport de Gode (code IATA : GDE • code OACI : HAGO) dessert la ville de Gode, en Éthiopie. Il est desservi par la compagnie Ethiopian Airlines, qui assure des liaisons avec Addis-Abeba, Dire Dawa et Jijiga. Il a été inauguré en 1966 par l'empereur Haile Selassie. 

## Situation
| \| 100 km1:14 593 000 \| Jimma Diré Dawa Addis-Abeba Mekele Arba Minch Asosa Aksoum Dar Kombolcha Gambela Gode Gondar Humera Jijiga Kebri Dahar Lalibela Robe Semera Shire |
| 100 km1:14 593 000 |

## Compagnies aériennes et destinations
| Compagnies         | Destinations                                                  |
| ------------------ | ------------------------------------------------------------- |
| Ethiopian Airlines | Addis-Abeba Bole, Dire Dawa-Aba Tenna Dejazmach Yilma, Jijiga |

Actualisé le 17/11/2023